# Condor Basketball Club
Le Condor Basketball Club est un club de basket-ball basé à Yaoundé (Cameroun).
Le club est finaliste de la Coupe d'Afrique des clubs champions en 2010. Le Condor BC remporte le Championnat du Cameroun en 2010, 2011 et en 2019, et la Coupe du Cameroun en 2010 et en 2019.